# Mezinárodní letiště Belfast
Mezinárodní letiště Belfast (IATA: BFS, ICAO: EGAA) je mezinárodní letiště, které leží 21,3 km severozápadně od Belfastu v Severním Irsku. Dříve bylo známé jako Letiště Aldergrove podle nedaleké vesnice Aldergrove. Letiště Belfast je nejvytíženější letiště v Severním Irsku a druhé nejvytíženější na ostrově Irsko za Dublinem. V roce 2017 jím prošlo přes 5,8 milionu cestujících, což je oproti roku 2016 nárůst o 13%.
V listopadu 1917 během první světové války se letiště Aldergrove stalo výcvikovou základnou Royal Flying Corps a od května 1925 zde sídlila zvláštní rezervní jednotka 502. 31. května 1931 zde přistál první civilní letoun do Severního Irska z Glasgow. Po druhé světové válce až 28. října 1963 bylo letiště znovu otevřeno a terminály byly slavnostně otevřeny britskou královnou matkou. Do roku 2008 se zde také nacházela základna Royal Air Force RAF Aldergrove.
Letiště je v majetku společnosti ADC & HAS, která vlastní i letiště Stockholm Skavsta, Orlando Sanford International Airport, letiště Daniela Odubera, letiště Mariscal Sucre a letiště Juana Santamaríi.